# Vea (La Estrada)

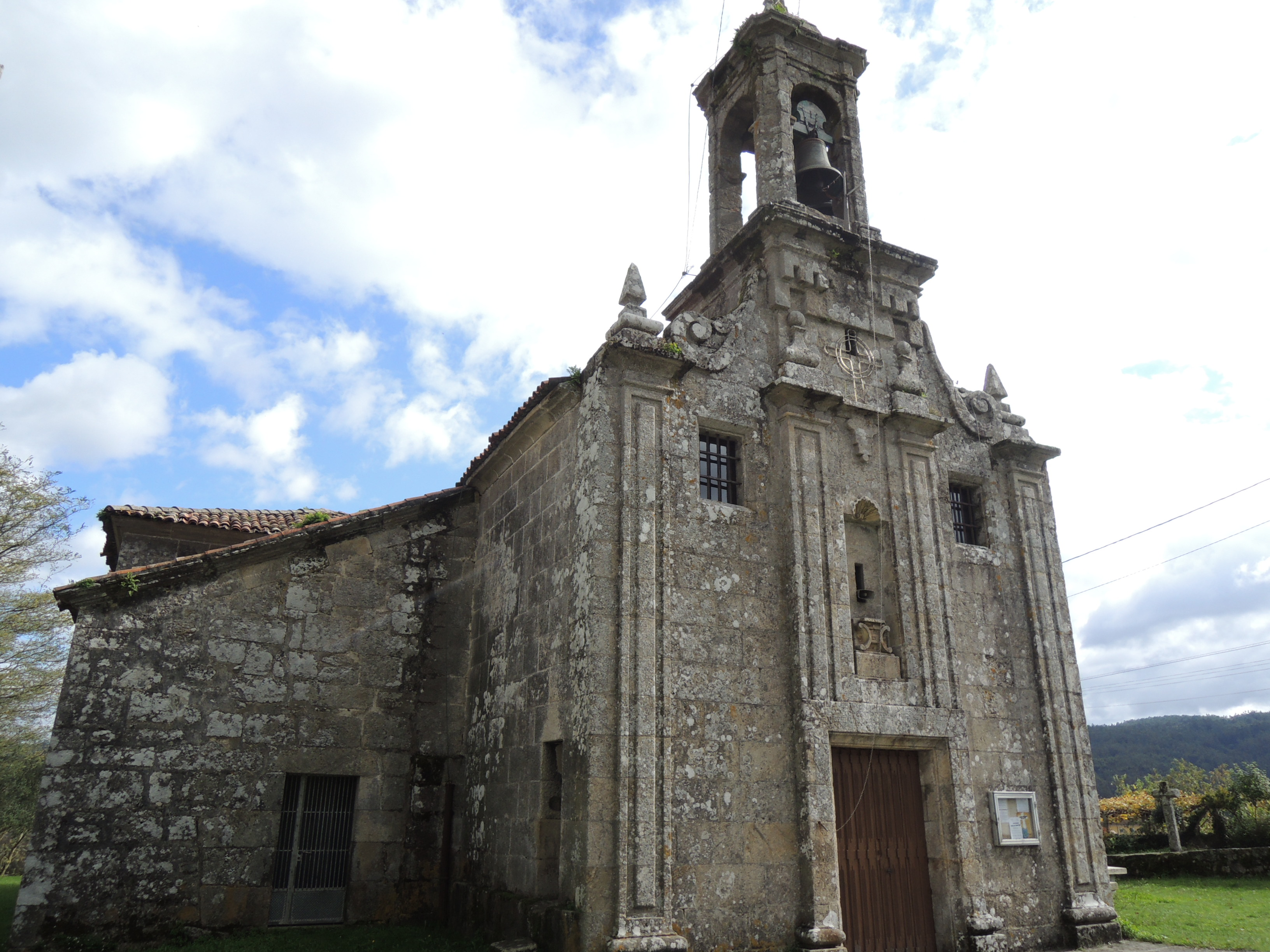
Iglesia de Santo André de Vea (La Estrada). El templo actual data del. De su pasado románico tan solo conserva un pequeño paño en su muro sur con dos canecillos y un contrafuerte.

Vea (también llamada San Andrés de Vea y oficialmente Santo André de Vea) es una parroquia del municipio de La Estrada, en la provincia de Pontevedra, Galicia, España.

## Historia
En el año 2019 fueron localizados restos de una fortificación romana.

## Localización
Limita con las parroquias de Frades, San Jorge de Vea, San Julián de Vea y Matalobos. 

## Población
En 1842 tenía una población de hecho de 459 personas. En los veinte años que van de 1986 a 2006 la población pasó de 526 a 425 personas, lo cual significó una pérdida del 19,20%.